# 锡德拉湾事件 (1981年)

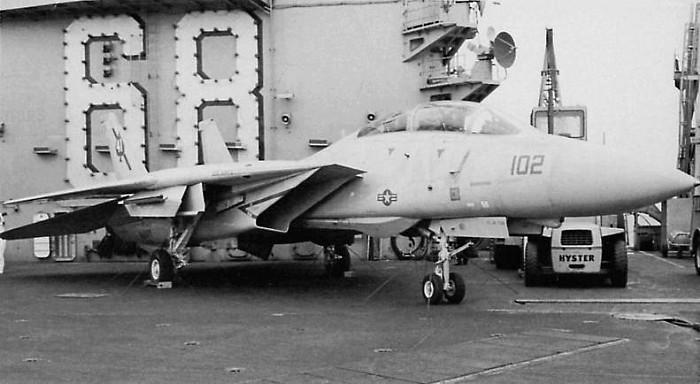
在事件中參與交戰、代號「快鷹102」的第41中隊F-14A戰鬥機，於事件後攝於尼米茲號的甲板上。

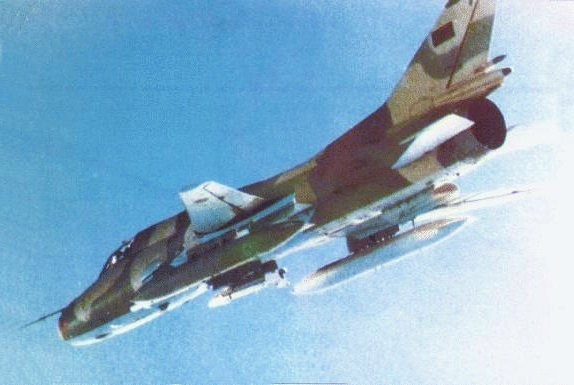
一架與利比亞空軍遭擊落戰機同型的蘇聯製Su-22M-3K「裝配匠」式戰鬥機

雪特拉灣事件是一場於1981年8月19日在北非地區利比亞以北的雪特拉灣（屬地中海的一部分）上空發生，美國和利比亞之間的軍事衝突。

## 事件起因
1969年8月31日，卡扎菲上校發動政變成為利比亞的國家元首，之後推行敵視美國等西方國家的政策，1970年收回美國在利比亞的惠勒斯空軍基地並趕走當中的美軍，1972年又宣佈廢除前政府和美國所有的合作項目並把兩國關係由大使級降格為代辦級。1973年，第四次中東戰爭當中美國軍事援助以色列，此事進一步激怒卡扎菲，他宣佈利比亞以北的锡德拉灣是利比亞領海，外國船隻和飛機不得進入，但此事並未得到以美國為首的西方國家認可，而祇認可距離利比亞北部沿岸12海里的範圍內才是利比亞領海。1979年，格達費容許利比亞示威者破壞美國代辦處，以及1981年美國指責利比亞支持恐怖主義，至此兩國正式斷交。
1981年，推行強硬外交政策的美國列根總統上台，他堅持美國海軍進入锡德拉灣演習，以軍事行動告知格達費的主張無效。

## 事件經過

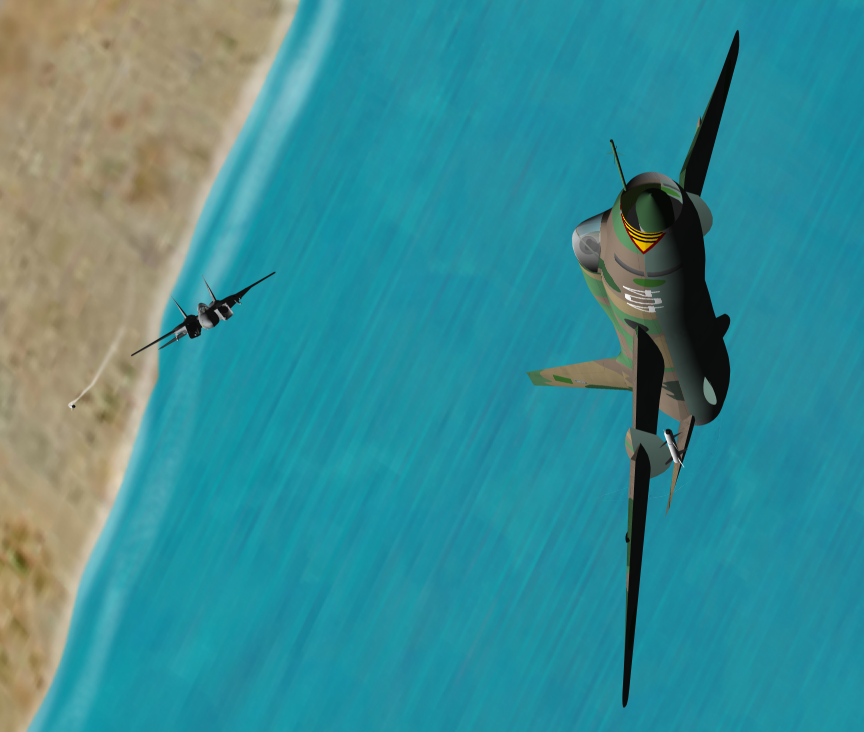
美國海軍F-14和利比亞空軍的Su-22正在進行空戰（電腦模擬圖）

1981年8月18日，一支以尼米茲號與福萊斯特號兩艘航空母艦為首的美軍艦隊進入雪特拉灣進行實彈演習。8月19日清晨，一架E-2空中預警機偵測出正有兩架戰鬥機接近，故通知兩架隸屬於第41「黑王牌」戰鬥飛行中隊（VF-41 "Black Aces"）、原本正在進行戰鬥空中巡邏（CAP）的F-14雄貓式戰鬥機上前攔截，並發現是利比亞空軍的蘇聯製Su-22「裝配匠」式（Fitter）戰鬥機。
美國飛行員示意叫利比亞戰機離開，可是利比亞飛行員不單不理會，還向美軍戰機發射一枚K-13飛彈（北約代號AA-2「環礁」）。駕駛座機代號快鷹102（Fast Eagle 102）的F-14飛行員克利曼中校（CDR Henry 'Hank' Kleemann）避開來襲的飛彈後，發現自己正好對著另一架Su-22戰機，於是趁Su-22戰機的飛行員嘗試脫離衝突空域之際，發射一枚AIM-9L「響尾蛇」飛彈將其擊落。至於原本朝克利曼開火的那架Su-22，也在同時被駕駛快鷹107的穆欽斯基上尉（LT Lawrence 'Music' Muczynski）以響尾蛇飛彈擊落。空戰前後為時祇不過維持約一分鐘時間。

## 外部連結
- 变后掠翼战斗机的颠峰之战 （页面存档备份，存于）